# 双里水库
双里水库是中国福建省三明市尤溪县境内的一座水库，位于七尺溪上，建于1975年。水库正常库容为735万立方米，集雨面积为34平方千米，海拔为491米。